# Сьвібінкі
Сьвібінкі (пол. Świbinki) — село в Польщі, у гміні Туплиці Жарського повіту Любуського воєводства. Населення — 130 осіб (2011).
У 1975—1998 роках село належало до Зеленогурського воєводства.

## Демографія
Демографічна структура станом на 31 березня 2011 року:
|          | Загалом | Допрацездатний вік | Працездатний вік | Постпрацездатний вік |
| -------- | ------- | ------------------ | ---------------- | -------------------- |
| Чоловіки | 73      | 10                 | 57               | 6                    |
| Жінки    | 57      | 10                 | 37               | 10                   |
| Разом    | 130     | 20                 | 94               | 16                   |